# Johannes Petreius

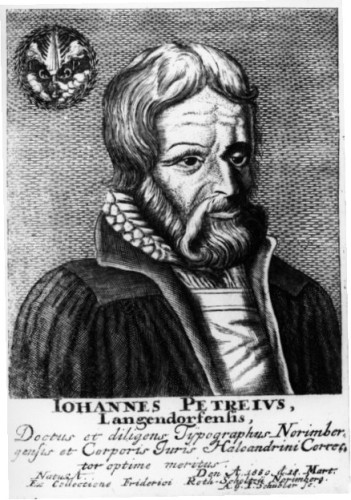
Johannes Petreius

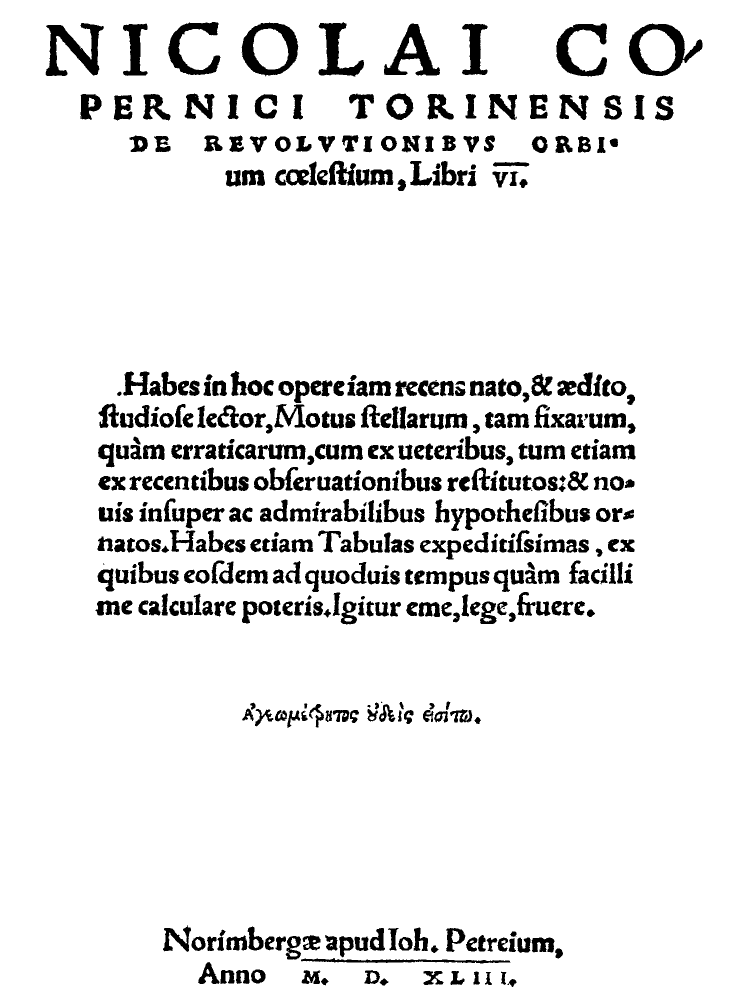
Originalausgabe, 1543

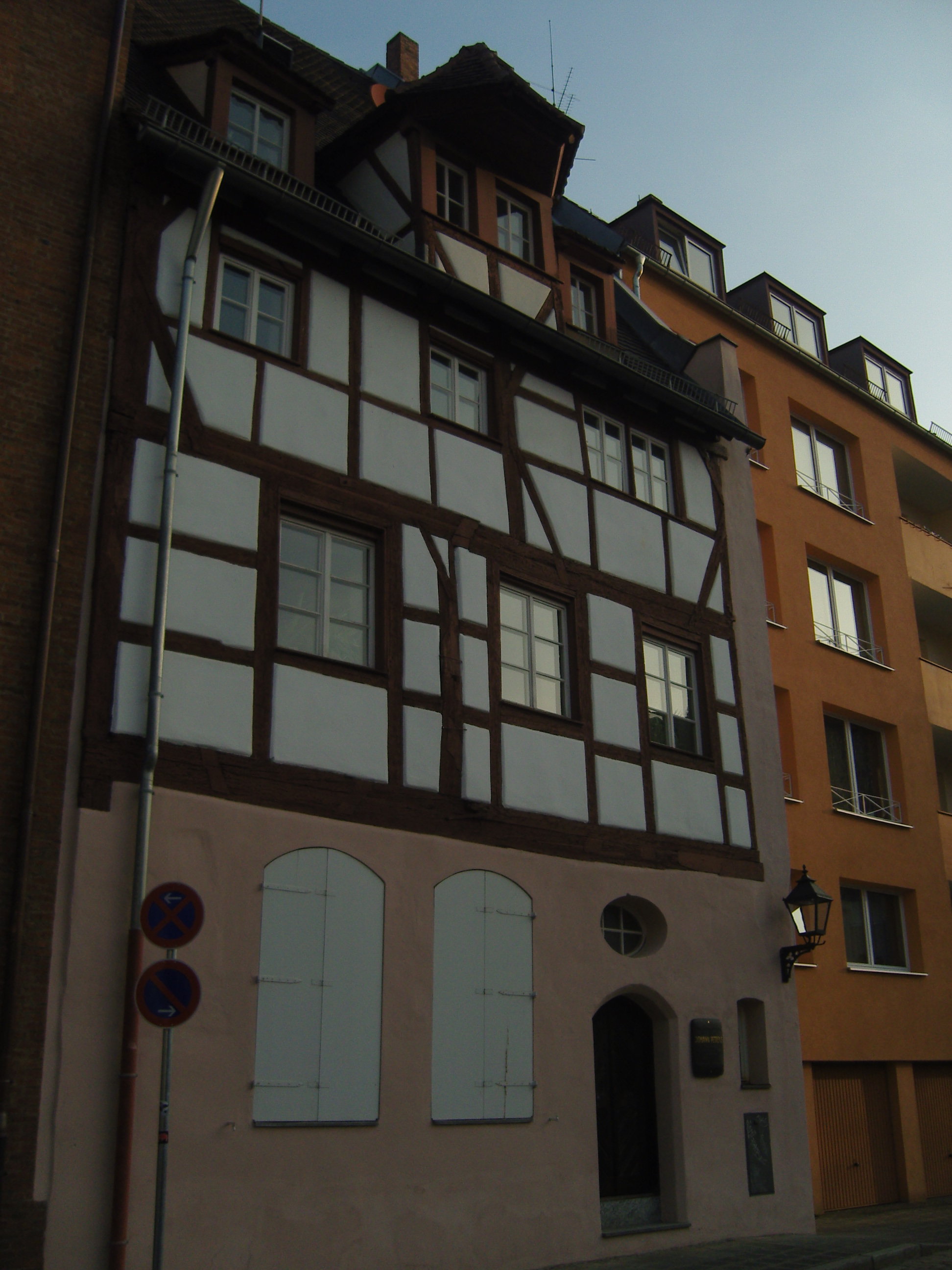
Obere Schmiedgasse 10 in Nürnberg heute, im 16. Jahrhundert Druckerei und Wohnung von Johann Petreius.

Johann(es) Petreius (Hans Peterlein, * um 1497 in Langendorf bei Bad Kissingen; † 18. März 1550 in Nürnberg) war ein deutscher Holzschnitzer und Drucker.

## Leben
Petreius war seit 1523 als Drucker in Nürnberg tätig, wo er seine Werkstatt in der Oberen Schmiedgasse 10 einrichtete. Er veröffentlichte ab 1536 neben 750 Büchern auch 21 Musiktitel mit insgesamt gut 1000 Musikstücken. Zu den bekanntesten von ihm gedruckten Schriften gehört die Erstausgabe von Nikolaus Kopernikus’ De revolutionibus orbium coelestium im Jahre 1543.
Er veröffentlichte auch eine alchemistische Sammlung De Alchemia (1541), den Kern des späteren Theatrum Chemicum.
Sein Grab befindet sich auf dem Johannisfriedhof (Grabstätte IA / 015c) in Nürnberg.

## Gedruckte Schriften
- Giovanni Pico della Mirandola. Conclusiones nongentae. 2. Ausgabe. 1532.
- Brandenburg-Nürnbergische Kirchenordnung. 1533.
- Georg Rithaymer: De orbis terrarum situa compendium. Johann Petreius, Nürnberg 1538.
- Michael Stifel: Arithmetica Integra. Johann Petreius, Nürnberg 1544.
- Nikolaus Kopernikus: De Revolutionibus Orbium Coelestium, Libri VI. Johann Petreius, Nürnberg 1543.
- Girolamo Cardano. Artis Magnae sive de Regulis Algebraicis Liber I. Johann Petreius, Nürnberg 1545, doi:10.3931/e-rara-9159 (ETH-Bibliothek)
- Girolamo Cardano: De subtilitate rerum. Libri XXI. Johann Petreius, Nürnberg 1550.
- Geber, Pseudo-Geber u. a.: De Alchemia […]. Nürnberg 1541.
- Gottlieb, Johann: Buchhalten. Zwey Künstliche vnnd verstendige Buchhalten, Das erst, wie Einer fur sich selbst oder Geselschafter handeln sol. Das ander, fur Factorey [etc.]. Johann Petreius, Nürnberg 1546. Bayerische Staatsbibliothek, Signatur 4 Merc. 35
- Wolffgang Schweicker: Zwifach Buchhalten, sampt seinen Giornal/des selben Beschlus/auch Rechnung zuthun etc., Johann Petreius, Nürnberg 1549. Bayerische Staatsbibliothek, Signatur 2 Merc 11.

## Tabulaturbücher
- Hans Neusidlers Lautenbücher (1536).
- Georg Forsters Liederbuch I–II (1539–1540).
- Wolfgang Schmeltzls Quodlibets (1544).
- Psalmi Selecti (3 Bände, 1538–1542).
- Liber quindecim missarum (1539).